# 闫卓
闫卓（1992年4月7日—），北京大兴区人，中国女子轮椅冰壶运动员。2019年和2021年世界轮椅冰壶锦标赛冠军。

## 个人经历
闫卓患有先天性脊柱裂导致身体残疾，起初练习轮椅射箭运动，2016年开始接触轮椅冰壶并加入北京轮椅冰壶队。
2019年3月10日，在年苏格兰斯特灵举行的世界轮椅冰壶锦标赛决赛中，与队友张明亮、徐新臣、王海涛、张强一起获得2019年世界轮椅冰壶锦标赛冠军，这是中国轮椅冰球队首次获得世锦赛冠军。
2021年10月30日，在北京举办的2021年北京轮椅冰壶世锦赛（「相约北京」冬残奥会测试赛）上，闫卓与队友陈建新、孙玉龙、王海涛、张明亮一起获得冠军。
2022年3月12日，在北京举办的2022年冬季残疾人奥林匹克运动会上，闫卓与队友王海涛、孙玉龙、陈建新、张明亮一起获得金牌。

## 资料来源
1. ↑  . www.sohu.com.   [2022-03-07] （英语）.[]
2. ↑  . m.news.cctv.com.   [2022-02-21]. （原始内容存档于2022-02-21）.
3. ↑  . www.chinanews.com.cn.   [2022-02-21]. （原始内容存档于2022-02-21）.